# Кэлэраши
Кэлэра́ши, Кэлэра́ш (рум. Călărași, болг. Кълъраш) — город на юго-востоке Румынии, административный центр жудеца Кэлэраши. Население 57118 человек (2011 год).

## География
Город расположен в исторической области Валахия, на реке Борча — притоке Дуная, в 12 км от границы с Болгарией. Около города находится небольшое озеро Кэлэраши.

## История
Основан принцами Валахии как промежуточный пункт на пути в Стамбул. Впервые документально упоминается в 1593 году. В 1834 году стал административным центром уезда.

## Экономика
Кэлэраши — портовый город, торговый и транспортный центр. Металлургическая, пищевая (преимущественно рыбная), швейная, целлюлозно-бумажная промышленность. Автомобильный и железнодорожный транспорт (Кэлэраши — Слобозия).

## Культура
Археологический музей.

## Известные персоналии
В Кэлэраши родился актёр Стефан Бэникэ и генерал Константин Пантаци, министр обороны Румынии (1942-1944).